# Segundo Volost de Chuy
El Segundo Volost de Chuy fue Otok, que fue creado después de la disolución de Teleutskaya zemlitsa. Otok estaba habitado por los Telengitas, que se llamaban los Dvoedans, ya que pagaban impuestos a dos imperios: el Imperio ruso y el Imperio Qing. Con tal dependencia, Otok mantuvo una soberanía limitada. Otok fue gobernado por los zaisanes de la dinastía Ak-Kebek.

## Historia
En el siglo XVIII, después del colapso de Teleutskaya zemlitsa y el Kanato de Zungaria, parte de los telengitas, que no se convirtieron en parte de Rusia, pero reconocieron la dependencia del Imperio Qing, formaron un otok independiente.

### Influencia Del Imperio Qing
Durante la Tercera guerra Oirat-Manchuria, los guerreros del Imperio Qing también comenzaron a atacar el Macizo de Altái. Incapaces de defenderse, la mayoría de los altaicos adoptaron la ciudadanía rusa, mientras tanto, Zaysan del Segundo Volost de Chuy Yarynak y Zaysan del Primer Volost de Chuy Telebek comenzaron a pagar impuestos a China. Con este fin, el emperador reconoció oficialmente el poder de la dinastía Teles en El Primer Volost de Chuy y el poder de la dinastía Ak-Kebek en el Segundo Volost de Chuy. El emperador les otorgó el título de "Ukherida", que correspondía a un funcionario de tercer rango en China.

### Responsabilidades hacia China y Rusia
A favor del Imperio Qing, los telengitas de Chui pagaban impuestos anuales. En 1757, ocho embajadores Qing llegaron por primera vez al Segundo Volost de Chui, quienes recolectaron yasak a razón de un sable por persona. Más tarde, yasak en un hombre adulto equivalía a 2 sables y 60 pieles de ardilla. Niños y ancianos estaban exentos de impuestos.
Los telengitas para el Imperio ruso estaban obligados a pagar yasak, así como a proteger las propiedades de los viajeros que exploraban su región, en raras ocasiones para proporcionar caballos a los funcionarios rusos. No hubo otros compromisos con Rusia. El Imperio ruso no interfirió en la administración del Segundo Volost de Chuy, que se registró en el "Estatuto sobre la administración de extranjeros" de 1822. Debido a esto, los zaisanes Del Segundo Volost de Chuy disfrutaron de gran autoridad entre los zaisanes de los duchin de Altai y los Altai leales a Rusia.

### Transición voluntaria a Rusia

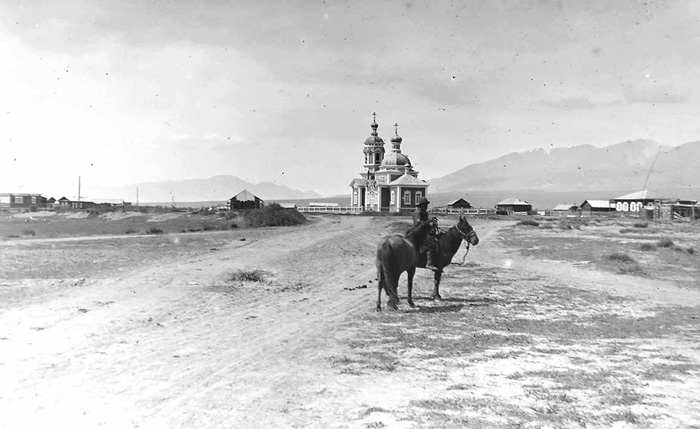
Iglesia de San Pedro y San Pablo en Kosh-Agach (1911).

El punto de inflexión en la historia del Segundo Volost de Chuy fue la visita del gobernador de Tomsk Herman Gustavovich Lerche a Kosh-Agach, que tuvo lugar en el verano de 1864. El gobernador hizo campaña a los residentes locales para unirse a Rusia. Y ya el 12 de enero de 1865, El Segundo volost de Chuy, encabezado por Zaysan Chichkan Tesegeshev, forma parte del Imperio ruso.

## Demografía
En 1826, Alexander von Bunge visitó El Segundo Volost de Chuy, señalando que la población local era de dos mil personas. Vasily Radlov, quien visitó a los telengitas de Chui en los años sesenta del siglo XIX, dijo que había entre dos y tres mil personas allí. A finales del siglo XIX la población era de 1.645 habitantes.